# USWA Unified World Heavyweight Championship
L'USWA Unified World Heavyweight Championship è stato il titolo più importante della federazione di wrestling United States Wrestling Association.

## Storia
Il titolo venne creato nel 1988, quando il campione dell'American Wrestling Association (AWA) Jerry Lawler, sconfisse il campione in carica WCWA (World Class Wrestling Association) Kerry Von Erich unificando le due cinture. 

Successivamente la AWA revocò la cintura a Lawler poco tempo dopo il match di unificazione. 
Nel 1993, per un certo periodo il titolo venne difeso anche nella World Wrestling Federation a seguito dell'accordo di collaborazione stipulato tra le due compagnie.

## Albo d'oro
| Lottatore                                       | Regni | Data              | Luogo                  | Note |
| ----------------------------------------------- | ----- | ----------------- | ---------------------- | --- |
| Jerry Lawler                                    | 1     | 13 dicembre 1988  | Chicago, Illinois      | Lawler deteneva il titolo AWA World Heavyweight Championship in carica e sconfisse Kerry Von Erich vincendo l'WCWA World Heavyweight Championship e le due cinture vengono unificate formando questo titolo.               |
| Master of Pain                                  | 1     | 1º aprile 1989    | Memphis, Tennessee     | |
| Jerry Lawler                                    | 2     | 25 aprile, 1989   | Memphis                | Il 14 aprile Jerry Lawler sconfigge Kerry Von Erich conquistando di nuovo il WCWA World Heavyweight Championship. Lawler afferma di essere ancora il campione AWA in carica e vince questo titolo il 25 aprile successivo. |
| The Soultaker                                   | 1     | 23 ottobre 1989   | Memphis                | |
| Jerry Lawler                                    | 3     | 6 novembre 1989   | Memphis                | |
| King Cobra                                      | 1     | 30 dicembre 1989  | Memphis                | |
| Jerry Lawler                                    | 4     | 8 gennaio 1990    | Memphis                | |
| Jimmy Valiant                                   | 1     | 26 febbraio 1990  | Memphis                | |
| Jerry Lawler                                    | 5     | 12 marzo 1990     | Memphis                | |
| Jimmy Valiant                                   | 2     | 28 aprile 1990    | Memphis                | |
| Jerry Lawler                                    | 6     | 5 maggio 1990     | Memphis                | |
| The Snowman                                     | 1     | 18 giugno 1990    | Memphis                | |
| Revocato                                        |       | 27 agosto 1990    |                        | Titolo revocato a The Snowman per mancata difesa. (la World Class Championship Wrestling termina la collaborazione con la USWA nel settembre 1990.)                                                                        |
| Jerry Lawler                                    | 7     | 8 ottobre 1990    | Memphis                | Sconfisse Austin Idol nella finale di un torneo. |
| Terry Funk                                      | 1     | 5 novembre 1990   | Memphis                | |
| Jerry Lawler                                    | 8     | 11 marzo 1991     | Memphis                | |
| Awesome Kong                                    | 1     | 29 luglio 1991    | Memphis                | |
| Jerry Lawler                                    | 9     | 12 agosto 1991    | Memphis                | |
| The Dragon Master                               | 1     | 26 agosto 1991    | Memphis                | |
| Jerry Lawler                                    | 10    | 2 settembre 1991  | Memphis                | |
| Kamala                                          | 1     | 25 novembre 1991  | Memphis                | |
| Jerry Lawler                                    | 11    | 2 dicembre 1991   | Memphis                | |
| Sospeso                                         |       | 7 dicembre 1991   |                        | Titolo ceduto dopo il match con Kamala. |
| Kamala                                          | 2     | 9 dicembre 1991   | Memphis                | Vince il rematch. |
| Sospeso                                         |       | 2 febbraio 1992   |                        | Titolo ceduto dopo il match contro Koko B. Ware. |
| Kamala                                          | 3     | 10 febbraio 1992  | Memphis                | Vince il rematch. |
| Koko B. Ware                                    | 1     | 24 febbraio 1992  | Memphis                | |
| Kamala                                          | 4     | 16 marzo 1992     | Memphis                | |
| Jerry Lawler                                    | 12    | 4 maggio 1992     | Memphis                | |
| Eddie Gilbert                                   | 1     | 15 giugno 1992    | Memphis                | |
| Ricky Morton                                    | 1     | 13 luglio 1992    | Memphis                | |
| Eddie Gilbert                                   | 2     | 20 luglio 1992    | Memphis                | |
| Junkyard Dog                                    | 1     | 21 settembre 1992 | Memphis                | |
| Butch Reed                                      | 1     | 12 ottobre 1992   | Memphis                | |
| Todd Champion                                   | 1     | 17 ottobre 1992   | Cleveland, Ohio        | |
| Jerry Lawler                                    | 13    | 2 novembre 1992   | Memphis                | |
| Koko B. Ware                                    | 2     | 7 dicembre 1992   | Memphis                | |
| Jerry Lawler                                    | 14    | 14 dicembre 1992  | Memphis                | |
| Papa Shango                                     | 2     | 3 maggio 1993     | Memphis                | |
| Owen Hart                                       | 1     | 21 giugno 1993    | Memphis                | |
| Jerry Lawler                                    | 15    | 5 luglio 1993     | Memphis                | |
| Tatanka                                         | 1     | 13 settembre 1993 | Memphis                | |
| Jerry Lawler                                    | 16    | 20 settembre 1993 | Memphis                | |
| Randy Savage                                    | 1     | 11 ottobre 1993   | Memphis                | |
| Vacante                                         |       | 20 novembre 1993  |                        | Fine del periodo di collaborazione tra la United States Wrestling Association e la World Wrestling Federation |
| Jeff Jarrett                                    | 1     | 22 novembre 1993  | Memphis                | Vince una Battle Royal. |
| Jerry Lawler                                    | 17    | 20 dicembre 1993  | Memphis                | |
| Eddie Gilbert                                   | 3     | 31 gennaio 1994   | Memphis                | |
| Jerry Lawler                                    | 18    | 7 febbraio 1994   | Memphis                | |
| Eddie Gilbert                                   | 4     | 14 febbraio 1994  | Memphis                | |
| Jerry Lawler                                    | 19    | 25 marzo 1994     | Senatobia, Mississippi | |
| Sid Vicious                                     | 1     | 16 luglio 1994    | Memphis                | Vittoria per forfait dell'avversario. |
| Jerry Lawler                                    | 20    | 6 febbraio 1995   | Memphis                | |
| Bill Dundee                                     | 1     | 25 febbraio 1995  | Memphis                | |
| Razor Ramon                                     | 1     | 3 aprile 1995     | Memphis                | |
| Jerry Lawler                                    | 21    | 1º maggio 1995    | Memphis                | |
| Ahmed Johnson                                   | 1     | 6 novembre 1995   | Memphis                | |
| Jeff Jarrett                                    | 2     | 20 dicembre 1995  | Tunica, Mississippi    | |
| Revocato                                        |       | 2 marzo 1996      |                        | Jarrett si infortuna alla schiena. |
| Jerry Lawler                                    | 22    | 4 marzo 1996      | Memphis                | Sconfigge Mabel nella finale del torneo. |
| Vacante                                         |       | 8 marzo 1996      |                        | Titolo reso vacante dopo il match contro Bill Dundee. |
| Jerry Lawler                                    | 23    | 5 aprile 1996     | Memphis                | Lawler vince il rematch. |
| Jeff Jarrett                                    | 3     | 20 aprile 1996    | Memphis                | L'arbitro Frank Morrell favorisce Jarrett. |
| Jerry Lawler                                    | 24    | 24 luglio 1996    | West Helena, Arkansas  | |
| Sid Vicious                                     | 2     | 30 agosto 1996    | Memphis                | |
| Jerry Lawler                                    | 25    | 2 settembre 1996  | Memphis                | |
| The Colorado Kid                                | 1     | 4 ottobre 1996    | Memphis                | |
| Jerry Lawler                                    | 26    | 16 novembre 1996  | Memphis                | |
| Tank                                            | 1     | 15 marzo 1997     | Memphis                | |
| Jerry Lawler                                    | 27    | 22 marzo 1997     | Memphis                | |
| King Reginald                                   | 1     | 12 aprile 1997    | Memphis                | |
| Jerry Lawler                                    | 28    | 27 aprile 1997    | Memphis                | |
| Dutch Mantel                                    | 1     | 8 agosto 1997     | Memphis                | |
| Titolo ritirato                                 |       | novembre 1997     |                        | |
| Nel novembre 1997 ci fu la chiusura della USWA. |       |                   |                        | |